# Habenaria longa
Habenaria longa är en orkidéart som beskrevs av Eugène Jacob de Cordemoy. Habenaria longa ingår i släktet Habenaria och familjen orkidéer.
Artens utbredningsområde är Réunion. Inga underarter finns listade i Catalogue of Life.